# Chimaera opalescens
Chimaera opalescens — хрящевая рыба, вид отряда химерообразных. Видовое название opalescens относится к характерной переливающейся окраске свежих образцов, напоминающей перламутровые цвета полудрагоценного камня опала.
Максимальная длина тела самцов 96,8, самок 109,8 см. Этих химер можно отличить сородичей по следующей комбинации признаков: тело равномерно окрашенное, переливающееся, окрас от бежевого до желтовато-коричневого у взрослых особей и бронзовый у молодых особей. Непарные плавники коричневые или фиолетовые, однородно окрашенные или с бледными или беловатыми краями. Радужная оболочка черная. Птеригоподии трехраздельные, разделенные на одну треть своей длины, не выходящие за пределы брюшных плавников у взрослых особей. Спинной шип равен по длине или короче первого спинного плавника. Нижняя хвостовая доля равна или больше верхней хвостовой доли. Сравнение последовательностей ДНК гена CO1 с таковыми у родственных видов подтвердило, что C. opalescens является отдельным видом. Обитает в северо-восточной часть Атлантического океана, вдоль материкового склона к западу от Британских островов и Франции. Глубоководная батидемерсальная рыба. Встречается на глубине от 900 до 1408 метров. Безвредна для человека, считается видом вне опасности, объектом промысла она не является.